# Passeport irlandais
Le passeport irlandais est un document de voyage international délivré aux ressortissants irlandais, et qui peut aussi servir de preuve de la citoyenneté irlandaise.
Depuis 2015, il existe aussi une carte de passeport (passport card / cárta pas), qui sert de carte d'identité et de document de voyage dans l'Espace économique européen (EEE).

## Apparence
Les passeports irlandais utilisent le modèle standard de l'Union européenne avec une page d'identité lisible par machine et 32 ou 66 pages de visa. La couverture est rouge foncé avec l'image d'une harpe, le symbole national de l'Irlande. Les mots sur la couverture sont en anglais et en irlandais. La page d'identité est imprimée en irlandais, anglais et français :
- Photo du titulaire du passeport (standard 35*45mm, noir et blanc)[1]
- Type (P)
- Pays (IRL)
- Numéro de passeport
- Nom
- Prénom
- Nationalité
- Date de naissance
- Sexe
- Lieu de naissance
- Date de délivrance
- Date d'expiration
- Autorité émettrice[2]

## Validité
Le passeport standard est valable 10 ans maximum. Les passeports délivrés aux mineurs de 3 à 17 ans sont valables 5 ans maximum. Les passeports délivrés aux enfants de 0 à 3 ans sont valables 3 ans.